# Sofronisco
Pouco se sabe sobre Sofronisco, e seu relacionamento com seu filho Sócrates. Segundo a tradição, Sofronisco foi comerciante, sendo pedreiro ou escultor. Estudiosos de Platão, Thomas Brickhouse e Nicholas Smith, questionam a autenticidade dessa tradição, principalmente em razão de que as primeiras fontes existentes que contam essa história são relativamente tardias. Enquanto que fontes mais confiáveis, como Platão , Xenofonte , Aristófanes , ou Aristóteles, omitem esses detalhes. De acordo com John Burnet, a primeira menção existente de Sócrates como escultor ou pedreiro é em Timon de Philius como citado por Diógenes Laércio 2.19. Burnet afirma que Timon "é uma entidade muito insegura para qualquer coisa", e que a atribuição "parece ter surgido a partir de uma interpretação quase certamente falsa de referências [por Sócrates] a Dédalo como o ancestral de sua família" (em Platão Euthyphro 11c, 15b). Burnet aponta que Dédalo tinha nada a ver com corte de pedra ou escultura em mármore; seus meios eram, ao invés disso, o metal e a madeira. Burnet argumenta ainda que Xenofonte e Platão teriam que, em algum momento, ter mencionado explicitamente a experiência de Sócrates como pedreiro ou escultor, se fosse real, uma vez que ambos os escritores muitas vezes citavam Sócrates fazendo menção à artesãos. Outra fonte inicial da alegação de que Sócrates era um artesão que trabalhava com pedras é Duris de Samos , que descreveu Sócrates como um escravo. De acordo com Eduard Zeller , Duris parece ter confundido Sócrates com Fédon de Elis.
Em contradição direta com Platão Críton 50d-e, um estudioso de música grega antiga afirmou que "Sócrates não recebera nenhum treinamento em mousike na infância... ", com base no pressuposto de que "seu pai, um pedreiro, era típico de uma classe que não recebia um treinamento em mousike"